# Вьоммитра
Вьоммитра (от хинди vyōma — «космос» и mitra — «друг») — робот-гуманоид с женским обликом, предназначенный для космических полётов. Вьоммитра спроектирована в Космическом центре имени Викрама Сарабхаи в Тривандраме, штат Керала, и разработана Индийской организацией космических исследований (ISRO) для работы на борту пилотируемого орбитального космического корабля «Гаганьян». Вьоммитра была впервые представлена 22 января 2020 года на Симпозиуме по пилотируемым космическим полетам и исследованиям в Бангалоре.
Чтобы выдерживать высокое давление и вибрации, Вьоммитра построена в основном из алюминиевого сплава. Она будет сопровождать индийских астронавтов в космических полётах и будет частью беспилотных экспериментальных миссий «Гаганьян» перед пилотируемыми полётами. Вьоммитра совершит свой первый полёт на беспилотном корабле «Гаганьян-1» в декабре 2025 года.

## Цели и способности
Робот является частью цели ISRO по замене животных роботами-гуманоидами в экспериментальных миссиях с целью лучшего понимания эффектов длительного воздействия радиации и условий невесомости на организм человека во время космических путешествий.
Вьоммитра может имитировать человеческую деятельность, узнавать разных людей и отвечать на их запросы как на хинди, так и на английском языке. Ожидается, что робот будет находиться на борту беспилотных миссий «Гаганьян» для проведения экспериментов в условиях микрогравитации и мониторинга параметров модуля. В пилотируемых миссиях она также будет поддерживать астронавтов, имитируя человеческие функции. Она может управлять системами контроля окружающей среды и жизнеобеспечения, выполнять операции с панелью переключателей и давать предупреждения об изменении давления окружающего воздуха.
Первая беспилотная миссия с полётом Вьоммитры запланирована на IV квартал 2025 года, а запуск первой пилотируемой миссии запланирован на 2027 год.